# ایالت پنجاب (هند)
پنجاب (پنجابی:ਪੰਜਾਬ) ایالتی در شمال غربی هند است که با استان پنجاب پاکستان در غرب و ایالت‌های جامو و کشمیر در شمال، هیماچال پرادش در شمال شرقی، هاریانا در جنوب و جنوب شرقی و راجستان در جنوب غربی هم‌مرز است.
مساحت کل پنجاب برابر با ۵۰٬۳۶۲ کیلومتر مربع است و جمعیت آن در سال ۲۰۱۱ برابر با ۲۷٬۷۰۴٬۲۳۶ نفر بوده که شانزدهمین ایالت هند از نظر جمعیت به‌شمار می‌رود. مرکز ایالت پنجاب شهر چندیگر است که به صورت مستقل اداره می‌شود و به‌عنوان ناحیه‌ای مشترک، مرکز ایالت هاریانا نیز به‌شمار می‌رود. دیگر شهرهای مهم این ایالت شامل لودیانا، موهالی، امریتسار، پاتیالا و جلندر هستند.
واژه پنجاب ترکیبی از دو واژهٔ فارسی پنج و آب و به معنی «سرزمین پنج رود» است. که توسط فاتحان آسیای مرکزی که امپراتوری گورکانیان هند را بنا نهادند به این منطقه داده شد. نام قدیمی ثنگوش به معنای سرزمین «صد گاو»، احتمالاً برابر است با سرزمین هفت رود که امروزه برابر با همان پنج رود است، و با پنجاب برابری می‌کند.
پنج رود، بیاس، جهلم، چناب، راوی و سوتلج نام دارند که اکنون ۲ رود در پاکستان و ۳ رود از آن‌ها در هند قرار دارد.
بعد از دوپاره شدن هند در سال ۱۹۴۷، استان پنجاب هند بریتانیا بین هند و پاکستان تقسیم شد. پنجاب هند بر اساس زبان در سال ۱۹۶۶ به ۳ بخش تقسیم شد. مناطق هارایانایی زبان (گویش به زبان هندی) را به عنوان هاریانا مجزا شد، مناطق پر از تپه با زبان‌های پهاری زبان هیماچال پرادش را تشکیل داد و الباقی ایالت فعلی پنجاب شد.
۵۷٫۶۹ درصد از جمعیت پنجاب پیرو آیین سیک هستند و تنها ایالت هند با اکثریت سیک محسوب می‌شود.
کشاورزی بزرگترین صنعت در پنجاب است. دیگر صنایع مهم عبارتند است از ساخت ابزارهای علمی، محصولات کشاورزی، محصولات الکتریکی، خدمات مالی، ابزار و ماشین آلات، منسوجات، ماشین آلات دوخت، وسایل ورزشی، نشاسته، گردشگری، کود، دوچرخه، پوشاک، و پردازش روغن کاج و شکر.